# Чемпіонат України з футзалу серед жінок 1996
Чемпіонат України з футзалу серед жінок 1996 — другий чемпіонат України, що відзначився рекордно низькою кількістю учасників, причому переможець попереднього сезону в ньому не грав. Чемпіоном України стала команда з пристоличного селища міського типу Коцюбинське «Біличанка» під керівництвом Володимира Колка.

## Учасники
У цій першості взяло участь лише 4 команди. Три команди представляли північну і одна центральну Україну.

## Регіональний розподіл
| Регіон            | Кіл-ть команд | Команди                                          |
| ----------------- | ------------- | ------------------------------------------------ |
| Київ              | 1             | «Уніспорт» (Київ)                                |
| Київська область  | 1             | «Біличанка» (смт. Коцюбинське, Київська область) |
| Сумська область   | 1             | «Суми» (Суми)                                    |
| Черкаська область | 1             | «Мінора» (Черкаси)                               |

## Підсумкова таблиця
| М | Команда                 |
| - | ----------------------- |
| 1 | «Біличанка» Коцюбинське |
| 2 | «Уніспорт» Київ         |
| 3 | «Мінора» Черкаси        |
| 4 | «Суми»                  |